# Martin Mahner

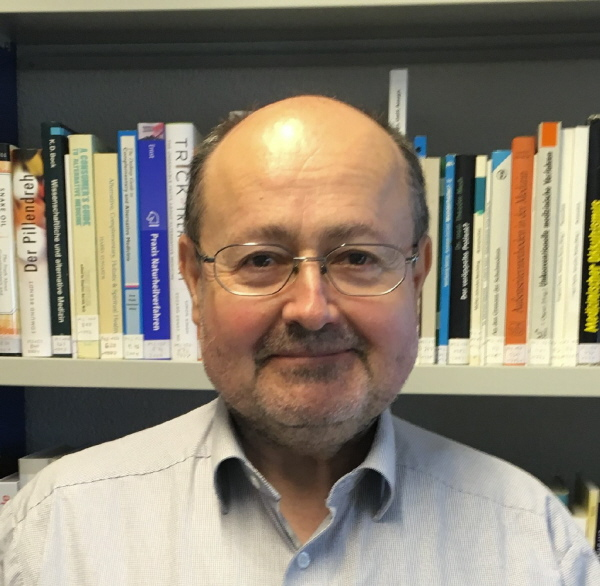
Martin Mahner im „Zentrum GWUP“ (2017).

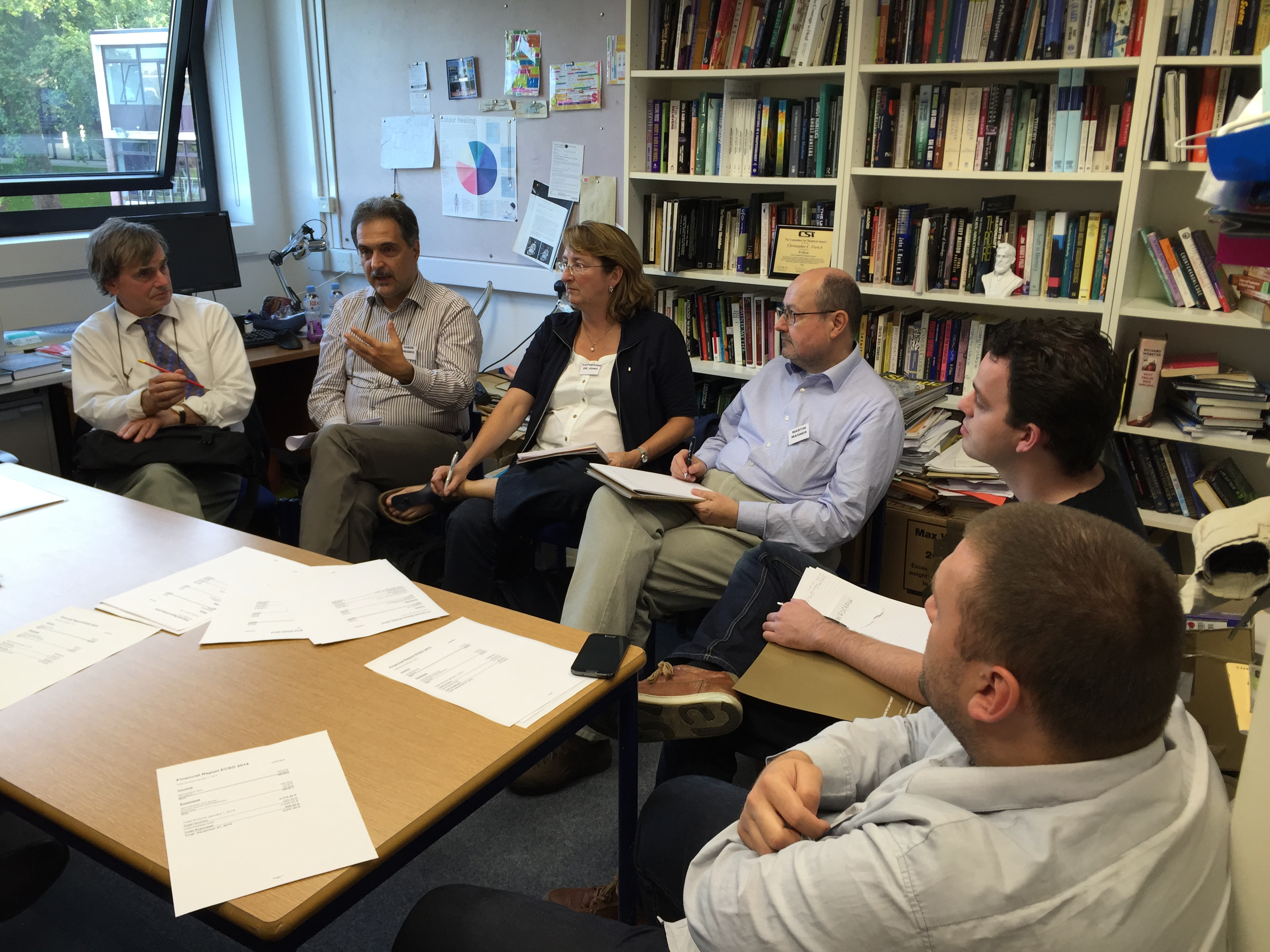
Martin Mahner bei einem Treffen der ECSO

Martin Mahner (* 9. Mai 1958) ist ein deutscher Biologe und Wissenschaftsphilosoph bzw. Wissenschaftstheoretiker. Seine Arbeitsgebiete sind die Philosophie der Biologie, die Charakterisierung von Pseudowissenschaften sowie das Verhältnis von Metaphysik und Wissenschaft.
Mahner studierte Biologie und Geographie an der FU Berlin und promovierte 1992 in Zoologie. Er hatte bis 1996 ein Graduierten-Fellowship bei Mario Bunge in Montreal. Nach Lehraufträgen in Berlin ist er seit Mai 1999 Leiter des Zentrums für Wissenschaft und kritisches Denken der Gesellschaft zur wissenschaftlichen Untersuchung von Parawissenschaften sowie Mitglied des wissenschaftlichen Beirats der Giordano-Bruno-Stiftung. Er ist zudem aktives Mitglied des European Council of Skeptical Organisations.

## PSI-Tests
Mit dem Biologen Rainer Wolf führt Mahner seit 2004 jährlich die sogenannten PSI-Tests der GWUP an der Universität Würzburg durch. Dort werden mit wissenschaftlichem Anspruch Phänomene wie Pendeln/Wünschelruten gehen u. a. untersucht. Die PSI-Tests werden in verschiedenen Medien erwähnt, bspw.: Quarks & Co, ZDF „heute nacht“,  FAZ, SWR-Dokumentation „Alles fauler Zauber“.

## Publikationen

### Monographien
- mit Mario Bunge 2004: Über die Natur der Dinge. Materialismus und Wissenschaft, S. Hirzel, Stuttgart.
- mit Mario Bunge 1997: Foundations of Biophilosophy, Springer, ISBN 3-540-61838-4, dt.: Philosophische Grundlagen der Biologie, ISBN 3-540-67649-X (2000), spanisch: Fundamentos de biofilosofía, ISBN 968-23-2275-8 (2000), japanisch: Seibutsu tetsugaku no kiso, ISBN 978-4-431-10025-6 (2008).
- 1986: Kreationismus - Inhalt und Struktur antievolutionistischer Argumentation. Berlin, Pädagogisches Zentrum.
- 1993: Systema Cryptoceratorum Phylogeneticum (Insecta, Heteroptera). Stuttgart: E. Schweizerbart’sche Verlagsbuchhandlung (Zoologica 143).
- 2001 (Hrsg.): Scientific Realism: Selected Essays of Mario Bunge. Amherst, NY: Prometheus Books.
- 2018: Naturalismus - Die Metaphysik der Wissenschaft. Alibri, Aschaffenburg, ISBN 978-3-86569-223-8.

### Aufsätze
- 1996 mit Mario Bunge: Is Religious Education Compatible with Science Education? Science & Education 5: 101–123.
- mit M. Kary 1997: What Exactly Are Genomes, Genotypes and Phenotypes? And What About Phenomes? Journal of Theoretical Biology 186: 55–63
- 1998: Warum es Evolution nur dann gibt, wenn Arten nicht evolvieren. Theorie in den Biowissenschaften 117: 173–199.
- 2001 mit Mario Bunge : Function and Functionalism: A Synthetic Perspective, Philosophy of Science 68: 75–94
- 2002 mit M. Kary : How Would You Know if You Synthesized a Thinking Thing?, Minds and Machines 12: 61–86
- 2007: Demarcating Science from Non-Science. In: T.A.F. Kuipers (Hg.) Handbook of the Philosophy of Science, Bd. 1: General Philosophy of Science - Focal Issues, pp. 515–575. North Holland: Amsterdam.
- 2012: The Role of Metaphysical Naturalism in Science. Science & Education 21: 1437–1459.
- 2013: Science and Pseudoscience: How to Demarcate After the (Alleged) Demise of the Demarcation Problem? In: M. Pigliucci & M. Boudry (Hg.) Philosophy of Pseudoscience - Reconsidering the Demarcation Problem, S. 29–43. Chicago University Press: Chicago.
- 2014: Science, Religion, and Naturalism: Metaphysical and Methodological Incompatibilities. In M.R. Matthews (Hg.) International Handbook of Research in History, Philosophy and Science Teaching, Bd. III, pp. 1793–1835. Springer-Verlag: Dordrecht.